# Sherbournia calycina
Sherbournia calycina là một loài thực vật có hoa trong họ Thiến thảo. Loài này được (G.Don) Hua miêu tả khoa học đầu tiên năm 1901.